# Karl Bielser
Karl Bielser (ur. w 1903, zm. ?) – szwajcarski piłkarz występujący na pozycji obrońcy.

## Kariera klubowa
Przez całą karierę reprezentował barwy zespołu FC Basel, z którym w 1933 roku zdobył Puchar Szwajcarii.

## Kariera reprezentacyjna
W reprezentacji Szwajcarii zadebiutował 11 czerwca 1922 w przegranym 1:7 towarzyskim meczu z Austrią.
W 1928 roku został powołany do drużyny na letnie igrzyska olimpijskie, nie zagrał jednak na nich w żadnym meczu.
W latach 1922–1932 w drużynie narodowej rozegrał osiem spotkań.